# Carabonematidae
Carabonematidae é uma família de nematóides pertencentes à ordem Rhabditida.
Géneros:
- Carabonema Stammer & Wachek, 1952